# Iglesia de San Luis Beltrán (Puerto Nare)
La Iglesia de San Luis Beltrán es una iglesia católica colombiana bajo la advocación de San Luis Beltrán y perteneciente a la jurisdicción eclesiástica de la Diócesis de Barrancabermeja. Con una torre de 20 metros, se encuentra ubicada frente al Parque Alfonso López Pumarejo del municipio de Puerto Nare (Antioquia), a orillas del río Magdalena.
Felipe Maldonado fue nombrado en 1789 para cumplir sus funciones como sacerdote en las bocas del río Nare, iniciando con su llegada la construcción de una capilla, pero la misma fue aplazada debido a inundaciones generadas por el Magdalena, el poco interés de los lugareños y las intrigas provocadas por las compañías establecidas allí. La construcción se reinició en 1795 y culminó en 1881, de paja; que fue reemplazándose paultinamente por una de barro y paja. En 1863 fue elevada como parroquia de la Arquidiócesis de Bogotá, pasando a hacer parte de la Diócesis de Medellín cuando fue creada. Estando dentro de la jurisdicción de Medellín, pasó a ser parte de Puerto Berrío, y en 1903 se construyó una capilla de madera y cinc; en 1956 retornó a su categoría de parroquia y Carlos Duque Ramírez edificó la actual iglesia, que fue ornamentada por Gildardo Rivera.
La iglesia está adornada con diversos elementos de origen español, como un altar traído por Guillermo López y Salvador Miró, una pila de un metro de altura en piedra labrado con forma de copón y diversas imágenes. Aunque el que se considera su principal ornamento, es uno de los platos donados por Luis Beltrán, que reza: Platillo del Cofrade Costiado, José Luis Beltrán.